# Lúcio Licínio Lúculo (cônsul em 151 a.C.)
Lúcio Licínio Lúculo (em latim: Lucius Licinius Lucullus) foi um político da gente Licínia da República Romana eleito cônsul em 151 a.C. com Aulo Postúmio Albino. Foi primeiro de sua gente a ser alçado ao consulado. Provavelmente era filho de Lúcio Licínio Lúculo, edil curul em 202 a.C., pai de Lúcio Licínio Lúculo, pretor em 104 a.C. e general durante a Segunda Guerra Servil, e avô do famoso general Lúcio Licínio Lúculo, cônsul em 74 a.C., e de Marco Terêncio Varrão Lúculo, cônsul em 73 a.C..

## Segunda Guerra Celtibera

Península ibérica em, mostrando os territórios de váceos e lusitanos

### Consulado (151 a.C.)
Depois de ocupar várias posições na magistratura romana, foi nomeado cônsul em 151 a.C. com Aulo Postúmio Albino. Foi enviado à Hispânia para substituir Marco Cláudio Marcelo, que já havia acertado uma paz em Numância com a tribo celtibera dos arévacos. Aparentemente, a guerra era impopular em Roma e foi difícil recrutar um exército; a severidade com que o povo foi tratado pelos cônsules, irritados com a demora, acabou incomodando a população e os tribunos da plebe, que mandaram prender os dois cônsules. O conflito só acabou com a intervenção do jovem Cipião Emiliano, que ofereceu-se para servir no exército e reacendeu entre os romanos o fervor militar.
Antes de sua chegada à Hispânia, Marcelo tratou de encerrar a guerra e submeteu todas as tribos revoltosas. O novo cônsul, porém, decidiu atacar os váceos sem o aval do Senado e sem provocação, o que, segundo Apiano, teria sido por puro interesse pessoal. Ele cruzou o Tejo e obrigou o ópido de Cauca, onde acreditava estarem escondidas grandes riquezas, a se render com falsas promessas de piedade. Uma das condições impostas era de que a cidade deveria ter uma guarnição romana, que, assim que foi instalada, assassinou todos os homens adultos, saqueou a cidade e escravizou os sobreviventes (aprox. 20 000 pessoas foram mortas).
A partir dali, Lúculo avançou até o coração do território inimigo, cruzando o Douro e iniciando um cerco à fortaleza vácea de Intercatia, que, durante um tempo resistiu, mas acabou sendo finalmente obrigada a pagar, em condições favoráveis garantidas pessoalmente por Cipião Emiliano para a retirada dos romanos, 10 000 sagum (armaduras militares), mas nenhuma prata.
Um ataque posterior contra Palantia foi rechaçado e, finalmente, já sem provisões, Lúculo foi obrigado a retirar-se sob a pressão dos váceos, cruzando novamente o Douro e estabelecendo seu quartel de inverno na região sul da Península Ibérica. Apesar da falta de autorização, Lúculo não foi julgado pelo Senado e continuou na Hispânia com poderes proconsulares.

### Proconsulado (150 a.C.)
Passou o inverno em Turdetânia e, na primavera de 150 a.C., invadiu o território dos lusitanos com Sérvio Sulpício Galba, com quem compartilhou, segundo o relato de Apiano, os atos de crueldade e traição realizados contra a população local. Ainda assim, teve mais sorte que Galba, pois não foi julgado ao voltar a Roma.
Nesta época, Lúculo conseguiu amealhar uma pequena fortuna, apesar de a guerra contra os váceos não ter sido muito produtiva. Com parte do dinheiro, construiu um templo dedicado à boa sorte (Felicitas); para a cerimônia de consagração, Lúculo pediu a Lúcio Múmio Acaico algumas estátuas que ele havia trazido da recém-conquistada Corinto, mas se recusou a devolvê-las depois, alegando que elas já haviam sido consagradas à deusa.